# Водянова Наталія Михайлівна
Ната́лія Миха́йлівна Водяно́ва, псевдонім Водя́нова; нар. 28 лютого 1982 року, Горький, СРСР) — російська супермодель і благодійниця.

## Біографія
Народилася 28 лютого 1982 року в Горькому (нині Нижній Новгород) в сім'ї Лариси Вікторівни Водянової та Михайла Водянова. Молодші сестри — Оксана Водянова (має інвалідність з дитинства) і Христина (нар. 1997). За національністю росіянка, по батькові на чверть ерзянка.
У зв'язку з важким матеріальним становищем Наталія працювала з 11 років. Часто не відвідувала уроки і зрештою школу не закінчила. 
З 15 років була зарахована в модельне агентство Євгенії Чкалової «Евгения» (Нижній Новгород), де їй порадили вивчити англійську мову. На одному з переглядів Наталію помітив скаут агентства Viva Model Management і відразу запропонував роботу в Парижі, куди вона вирушила через кілька місяців.

## Кар'єра
Працювала на подіумі для Gucci, Chanel, Alexander McQueen, Christian Dior, Calvin Klein, Donna Karan, Louis Vuitton, Marc Jacobs, Ralph Lauren, Chloe, Valentino, Givenchy, Jean-Paul Gaultier, Miu Miu, Hermès, Kenzo, Viktor & Rolf, Dolce & Gabbana, Balenciaga, Yves Saint Laurent і багатьох інших будинків моди.
З'являлася на численних обкладинках найвідоміших журналів моди, включаючи Vogue, Harper's Bazaar, Marie Claire, ELLE.
Була обличчям косметичної марки L'Oreal Paris, брала участь у рекламних кампаніях таких брендів, як Louis Vuitton, David Yurman, Marc Jacobs, Miss Sixty, Pepe Jeans, Diane von Fürstenberg, Chanel, Gucci, Guerlain. Знімалася для календаря Pirelli.
Домінування російських моделей на світових подіумах з початку 2000-х років було названо «епохою трьох V» — за першими літерами прізвищ найуспішніших — Наталі Водянової, Анни В'яліциної та Євгенії Володіної.
2003 року стала офіційним «обличчям і тілом» компанії Calvin Klein.
За даними Sunday Times, Наталія Водянова входить у третю сотню найбагатших людей Великої Британії (у 2003 році вона заробила 3600000 фунтів стерлінгів).
2007 року, після народження сина Віктора, вирішила частково залишити кар'єру моделі і присвятити себе сім'ї і благодійному фонду. Водянова, як і деякі світові екс-супермоделі, все ж погоджується вийти на подіум або взяти участь у фотосесії за високі гонорари.
2009 року була співведучою півфіналу пісенного конкурсу Євробачення, що проходив у Москві, в парі з Андрієм Малаховим.

## Особисте життя
Колишній чоловік — британський аристократ, Джастін Тревор Берклі Портман, молодший єдинокровний брат мільярдера — лорда і 10-го віконта Крістофера Портмана. Оскільки пара належить до сім'ї перів, але сама не має титулу, Водянова (протягом перебування у шлюбі) і її чоловік мали приставку до імені «Вельмишановний (а-)» (англ. Honourable). 2010 року в ЗМІ з'явилися повідомлення про майбутнє розлучення Водянової і Портмана. 2011 року Водянова оголосила, що подружжя більше не живе разом. 
Наталія має п'ятеро дітей: син Лукас Олександр Портман (нар. 2001), дочка Нева Портман (нар. 2006), син Віктор Портман (нар. 2007), син Максим (нар. 2014) та Роман (нар. 4 черв. 2016) від Антуана Арно.

## Благодійність
Водянова заснувала власний фонд — «Оголені серця» (англ. The Naked Heart Foundation) — для будівництва дитячих майданчиків у провінційних містах Росії. За повідомленням пресслужби адміністрації Кемерова, на кошти фонду буде побудований ігровий комплекс на території парку імені В. Волошиної. 2007 року подібне дитяче містечко було побудоване в Ленінську-Кузнецькому, і Водянова приїжджала на його відкриття. У місті Бійську майданчик відкрився 11 жовтня 2009 року. 29 листопада 2009 року ігровий комплекс відкрився в Кінгісеппі, в травні 2010 року в Іваново, 4 вересня 2010 року — в Єкатеринбурзі, 16 жовтня 2010 року — Тихвіні, в жовтні 2011 року побудовано унікальний для провінційного міста Чорнушка Пермського краю дитячий майданчик. Загалом фонд побудував 63 ігрових парки і майданчики в 44 містах Росії.